# Pongsakon Seerot
Pongsakon Seerot (tiếng Thái: พงศกร สีรอด), hoặc còn được biết với tên đơn giản Kai (tiếng Thái: ไก่), là một cầu thủ bóng đá người Thái Lan thi đấu ở vị trí tiền vệ cho câu lạc bộ ở Thai League 2 Trat.